# Certificado de nacimiento
Un certificado de nacimiento, registro de nacimiento, partida de nacimiento o acta de nacimiento es un registro vital que documenta el nacimiento de una persona. El término "certificado de nacimiento" puede referirse al documento original.

## Historia y tiempo contemporáneo

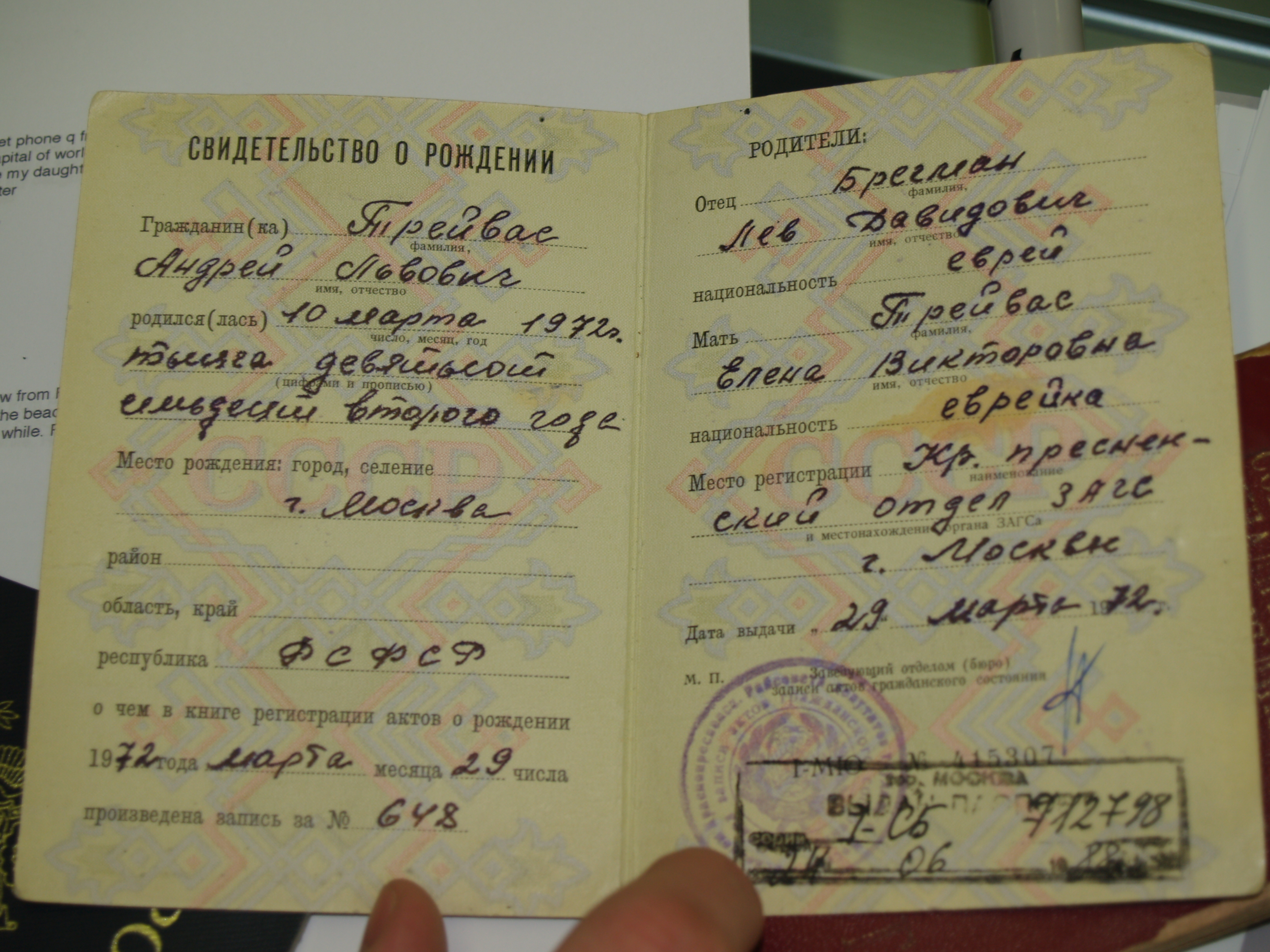
Un certificado de nacimiento soviético de 1972.

La documentación de nacimientos es una práctica ampliamente difundida en toda la civilización humana, especialmente en China, Egipto, Grecia, Roma y Persia. El propósito original de las estadísticas vitales era para propósitos tributarios y para la determinación del personal militar disponible. En Inglaterra, los nacimientos se registraron inicialmente en las iglesias, que mantenían registros de nacimientos. Esta práctica continuó en el siglo XIX . El registro obligatorio de nacimientos en el gobierno del Reino Unido es una práctica que se originó al menos desde 1853.Todos los Estados Unidos no obtuvieron un sistema estandarizado hasta 1902 .
La mayoría de los países tienen estatutos y leyes que regulan el registro de nacimientos. En todos los países, es responsabilidad del médico de la madre, la partera, el administrador del hospital o los padres del niño asegurarse de que el nacimiento esté debidamente registrado en la agencia gubernamental correspondiente. 
El registro real de nacimiento se almacena en una agencia gubernamental. Esa agencia emitirá copias certificadas o representaciones del registro de nacimiento original a solicitud, que se pueden utilizar para solicitar beneficios del gobierno, como pasaportes. La certificación está firmada y/o sellada por el registrador u otro custodio de registros de nacimiento, quien es el encargado del gobierno. 
El derecho de todo niño a un nombre y una nacionalidad, y la responsabilidad de los gobiernos nacionales para lograrlo están contenidos en los Artículos 7 y 8 de la Convención de las Naciones Unidas sobre los Derechos de los Niños: "El niño se registrará inmediatamente después del nacimiento y tiene derecho desde el nacimiento a un nombre, el derecho a adquirir una nacionalidad ... "(Artículo 7 de la CRC) y" Los Estados Partes se comprometen a respetar el derecho del niño a preservar su identidad, incluida la nacionalidad, el nombre y las relaciones familiares ... "(CRC Artículo 8) .

Archbishop Desmond Tutu, Febrero 2005

A pesar de que 191 países ratificaron la Convención, los nacimientos de millones de niños en todo el mundo no se registran. Por su propia naturaleza, los datos relativos a los niños no registrados son aproximados. Alrededor del 29% de los países no tienen datos disponibles o suficientes para evaluar el progreso global hacia la meta de los ODS de cobertura universal. Sin embargo, a partir de los datos disponibles, UNICEF estima que más de una cuarta parte de los niños menores de 5 años en todo el mundo no están registrados. Los niveles más bajos de registro de nacimientos se encuentran en el África subsahariana (43 por ciento). Este fenómeno tiene un impacto desproporcionado en los hogares pobres y las poblaciones indígenas. Incluso en muchos países desarrollados, contribuye a las dificultades para acceder plenamente a los derechos Humanos DE los niños
La inscripción de nacimientos abre la puerta a los derechos de los niños y adultos que muchos otros seres humanos dan por sentado: para demostrar su edad; para probar su nacionalidad; recibir asistencia sanitaria; ir a la escuela; tomar exámenes Ser adoptado; a la protección del servicio militar o de conscripción de menores de edad; casarse; para abrir una cuenta bancaria; para poseer un permiso de conducir; para obtener un pasaporte; para heredar dinero o bienes; y votar o postularse para un cargo electo.
Hay muchas razones por las cuales los nacimientos no se registran, incluidas las creencias y actitudes sociales y culturales; documentos alternativos y ceremonias de nombramiento; áreas remotas, infraestructura deficiente; barreras económicas falta de personal de oficina, equipamiento y capacitación; restricciones legales y políticas; miedo a la discriminación y persecución; Guerra, conflicto e inquietud o simplemente el hecho de que no hay un sistema establecido.
El registro retrospectivo puede ser necesario cuando hay un atraso de niños cuyos nacimientos no se han registrado. En Senegal, el gobierno está facilitando el registro retrospectivo a través de audiencias locales gratuitas y, como resultado, el número de niños no registrados ha disminuido considerablemente. En Sierra Leona, el gobierno otorgó a la Oficina Nacional de Nacimientos y Defunciones un permiso especial para emitir certificados de nacimiento a niños mayores de siete años. En Bolivia, hubo una exitosa amnistía de tres años para el registro gratuito de jóvenes de entre 12 y 18 años.
La apatridia, o la falta de una nacionalidad efectiva, afecta la vida cotidiana de unos 11 a 12 millones de personas en todo el mundo. Quizás los que más sufren son infantes, niños y jóvenes apátridas. Aunque nacieron y se criaron en el país de residencia habitual de sus padres, carecen de reconocimiento formal de su existencia.

## Australia

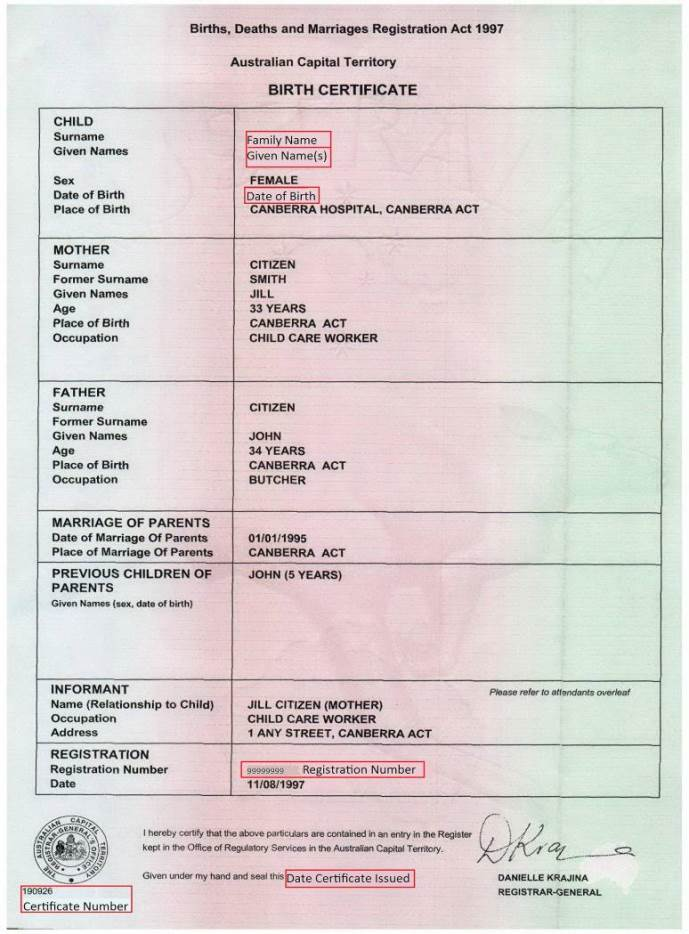
Certificado de nacimiento del espécimen emitido por el Territorio Capital australiano

Los estados y territorios de Australia son responsables de la emisión de certificados de nacimiento, a través de agencias generalmente tituladas "Registro de muertes y matrimonios" o similar.
Inicialmente, el registro de un nacimiento lo realiza un hospital a través de una "Declaración de registro de nacimiento" o similar, firmada por profesionales de la salud debidamente autorizados y autorizados, y se proporciona al registro del estado o territorio. Se permiten los partos en el hogar, pero se requiere una declaración de una partera registrada, un médico u otros 2 testigos que no sean los padres. Los nacimientos no planificados requieren en algunos estados que el bebé sea llevado a un hospital dentro de las 24 horas. Una vez registrada, se puede presentar una solicitud por separado (a veces se puede hacer junto con la Declaración de registro de nacimiento) para un certificado de nacimiento, generalmente a un costo. Las personas nombradas o los padres pueden solicitar un certificado en cualquier momento. En general, no hay restricciones para volver a solicitar un certificado en una fecha posterior, por lo que podría ser posible mantener legalmente varias copias originales.
El gobierno federal exige que los nacimientos también se registren a través de una "Declaración de prueba de nacimiento" firmada de manera similar por un médico o partera. Esto garantiza que se puedan pagar los beneficios adecuados y que el niño esté inscrito en Medicare.
El certificado de nacimiento emitido por el estado o territorio es un documento A4 en papel seguro, que generalmente incluye: nombre completo al nacer, sexo al nacer, padre(s) y ocupación(es), hermano(s) mayor(es), dirección(es), fecha y lugar de nacimiento, nombre del registrador, fecha de registro, fecha de emisión del certificado, número de registro, con la firma del registrador y el sello del registro impreso o en relieve. La mayoría de los estados permiten que las muertes fetales se emitan un certificado de nacimiento. Algunos estados emiten certificados de pérdida temprana de embarazo (sin importancia legal si antes de las 20 semanas). Dependiendo del estado o territorio, las enmiendas al certificado pueden corregir una entrada, agregar ascendente, reconocer una relación entre personas del mismo sexo, también se permite cambiar el sexo del titular en algún estado o territorio.
El certificado de nacimiento lleno en Australia es una identidad oficialmente reconocida documento generalmente en la categoría más alta. El certificado de nacimiento asiste en establecer ciudadanía. Más corto y/o commemorative certificados de nacimiento son disponibles; aun así, no son generalmente aceptables para propósitos de identificación.

## Canadá
En Canadá, la emisión de certificados de nacimiento es una función de las provincias o territorios
Las agencias o varios ministros se encargan de emitir los certificados de nacimiento:
- Alberta - Departamento de Estadísticas Vitales (Servicio Alberta)
- Columbia Británica - Agencia de estadísticas vitales (Ministerio de Salud)
- Manitoba - Agencia de estadísticas vitales (Ministerio de Vida Saludable, Mayores y Asuntos del Consumidor / Consumo y Asuntos Corporativos)
- Nuevo Brunswick - Estadísticas vitales (Servicio Nuevo Brunswick)
- Terranova y Labrador - Servicios gubernamentales de estadísticas vitales (Servicio NL)
- Territorios del Noroeste - Estadísticas vitales (Departamento de Salud y Servicios Sociales - División de Administración de Servicios de Salud)
- Nueva Escocia - Registro General División de Estadísticas Vitales (Servicio Nueva Escocia y Relaciones Municipales)
- Nunavut - Registro General de Estadísticas Vitales (Salud y Servicios Sociales de Nunavut)
- Ontario - Oficina de Registro General de Servicios de Ontario (Ministerio de Servicios Gubernamentales)
- Isla del Príncipe Eduardo - Estadísticas vitales (salud y servicios sociales)
- Quebec - Director de Estado Civil (Ministro de Justicia)
- Saskatchewan - Corporación del Servicio de Información y Estadísticas Vitales (Departamento de Salud)
- Yukon - Estadísticas vitales (Ministerio de Salud y Servicios Sociales - Servicios de Salud)

## India
Tradicionalmente los nacimientos fueron mal registrados en la India.
Para propósitos oficiales, se aceptan otras pruebas en India en lugar del certificado de nacimiento, como los certificados de matriculación. Las instalaciones están disponibles para producir un certificado de nacimiento de un pasaporte.
Para propósitos oficiales, se aceptan otras pruebas en India en lugar del certificado de nacimiento, como los certificados de matriculación. Los certificados de nacimiento son emitidos por el gobierno de la India o el municipio en cuestión. Las normas específicas varían según el estado, la región y el municipio.
En Delhi, por ejemplo, los nacimientos deben registrarse en un plazo de 21 días en el hospital o institución, o por un miembro de la familia si el parto se ha producido en el hogar. Después del registro, se puede obtener un certificado de nacimiento solicitándolo a la autoridad correspondiente. Los certificados también pueden emitirse bajo disposiciones especiales para niños adoptados y huérfanos indocumentados. Los nacimientos en el extranjero también pueden ser registrados.
Algunos municipios, como Greater Chennai Corporation, permiten que los certificados de nacimiento completamente digitales se soliciten, impriman y verifiquen en línea.

## Rusia

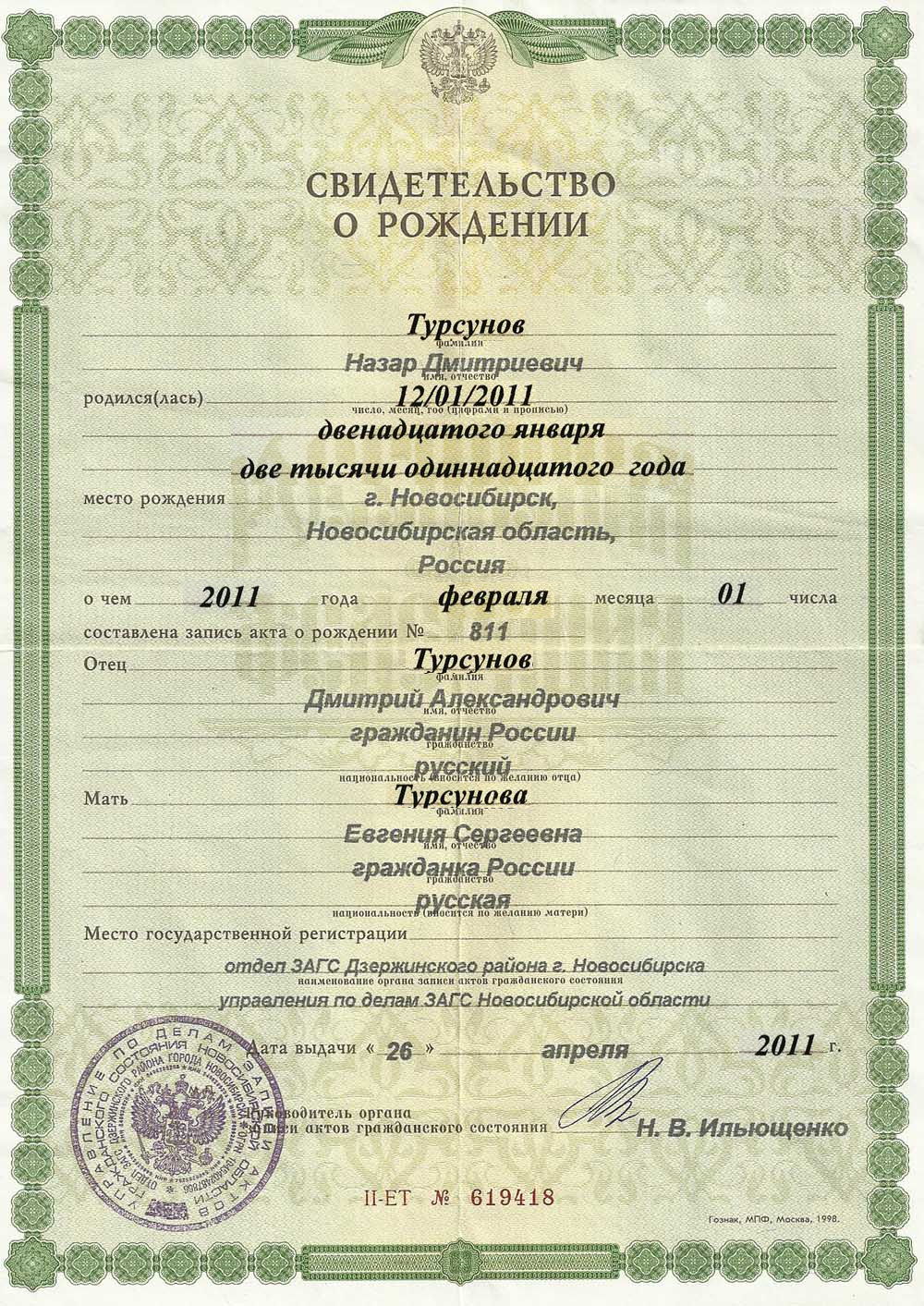
Un certificado de nacimiento ruso emitido en abril de 2011

El testimonio anterior era un libro pequeño con formato de enlace, ahora es solo un formato de página B5, provisto de marcas de agua. El certificado tiene una serie y número.
El inserto en blanco está hecho en ruso. En el caso de que se emita en una de las repúblicas del país, su formato de idioma nacional se puede hacer en ruso y en el idioma oficial de la República en el modelo, aprobado por el Ministerio del Interior de la Federación Rusa.

### Relleno
Un certificado de nacimiento se puede llenar de forma manuscrita y con el uso de equipo técnico (máquinas de escribir, computadoras). Cuando se rellena el formulario de forma manuscrita, todos los registros se hacen legiblemente con tinta o se pegan en azul o negro. Si está utilizando una computadora o una máquina de escribir, el tinte debe ser negro. La calidad de la pasta, tinta, tinte, utilizada para completar los documentos debe garantizar la conservación de los documentos de texto durante un período de retención establecido. Al completar el certificado de nacimiento no se le permite tenerlo en parches, borrones, y borrados, cortes. 
Un certificado de nacimiento está firmado por el jefe del registrador u otra autoridad pública que emite el certificado (por ejemplo, el consulado). La firma del registrador debe tener una transcripción (iniciales y apellidos) y estar sellada con el sello oficial. 
Actualmente, la información sobre la nacionalidad de los padres se menciona en el certificado a pedido. Por defecto, esta columna está vacía. 
Al hacer una ciudadanía , se emite un inserto especial al certificado de nacimiento. En testimonio a Estampilla.
El 6 de febrero de 2007 se canceló la fecha de vencimiento de la ciudadanía, en el reverso del certificado comenzó a poner un sello en la ciudadanía del niño. Esta regla se aplica a los recién nacidos o aquellos que cambian o restauran documentos.

### El procedimiento para obtener
El certificado de nacimiento de los padres del niño puede obtener (no privado de los derechos de los padres), en sí mismo un hijo mayor de edad, tutor (es) o cuidador (s). La emisión del documento se realiza en las oficinas del registrador, ZAGS (en ruso:ЗАГС).
Con la pérdida del certificado, la oficina de registro (ZAGS) emite un nuevo documento en el lugar del recibo original sobre la base de una solicitud por escrito.

## Suecia
Los certificados de nacimiento ya no son emitidos por el gobierno sueco, y la única opción disponible es solicitar a la Autoridad Fiscal de Suecia un extracto del Registro de Población (personbevis), que especificará el lugar de nacimiento, la fecha de nacimiento y los padres, entre otra información, como el estado matrimonial y la dirección actual registrada. Cuando un niño nace en Suecia, la enfermera está obligada a informar a la Autoridad Fiscal de Suecia, que a su vez emitirá un número de identificación personal (personnummer) para el niño. Este número se puede usar luego para solicitar el extracto.

## Reino Unido

### Inglaterra y Gales

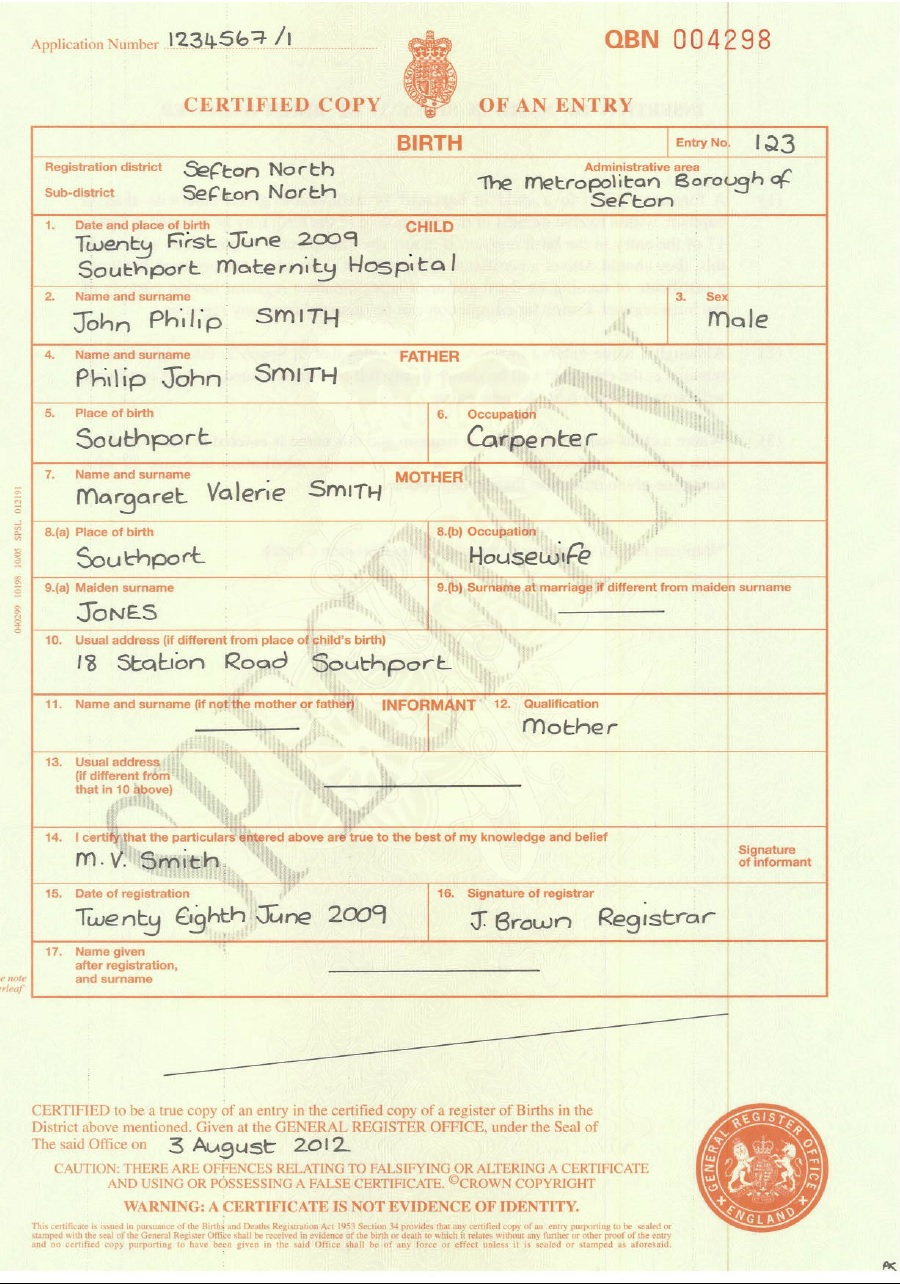
Espécimen en Inglaterra y Gales de un Certificado de Nacimiento Largo

#### Antes de 1837 nacimiento y registros de bautismo
Antes del sistema de inscripción del gobierno estuvo creado, evidencia de nacimientos y/o bautismos (y también matrimonios y muerte o entierros) era dependiente en los acontecimientos que constan en los registros de la Iglesia de Inglaterra o en aquellos de otras varias iglesias no todo del cual mantuvo tales registros o todos los  tipos de aquellos registros. Copias de tales registros no son emitidos por la Oficina de Registro General; pero puede ser obtenido de estas iglesias, o del archivo local o nacional, el cual normalmente ahora mantiene los registros en originales o forma de copia.

## Estados Unidos

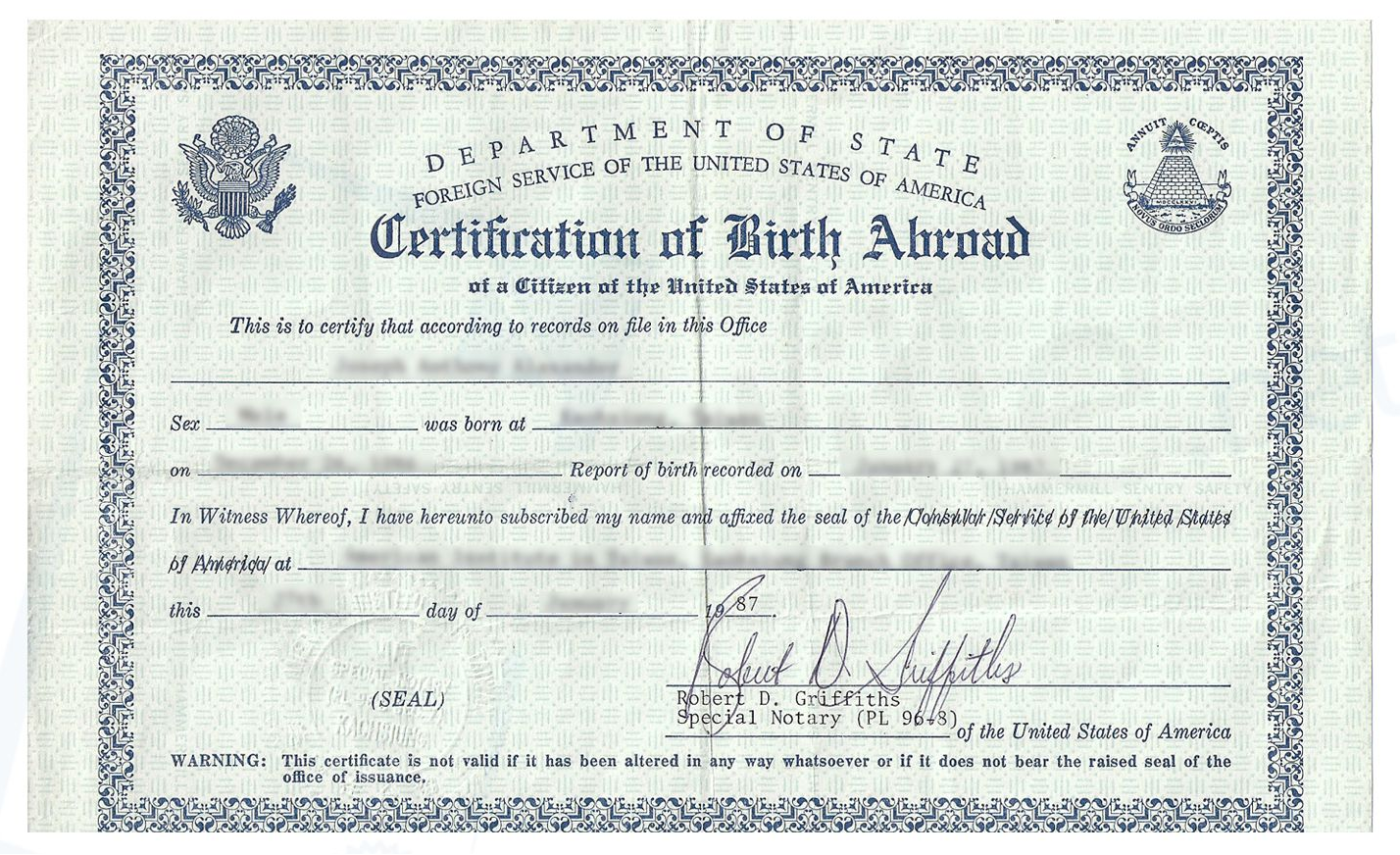
Certificación de Nacimiento en el Extranjero de un Ciudadano de los Estados Unidos de América

En los Estados Unidos, la emisión de certificados de nacimiento es una función de la Oficina de Registros Vitales de los estados, el distrito capital, los territorios y los territorios anteriores. El nacimiento en los EE. UU. establece la elegibilidad automática para la ciudadanía estadounidense, por lo que comúnmente se entrega al gobierno federal un certificado de nacimiento de una autoridad local para obtener un pasaporte estadounidense. Sin embargo, el Departamento de Estado de EE. UU. emite un Informe Consular de Nacimiento en el Extranjero para los niños nacidos de ciudadanos estadounidenses (que también son elegibles para la ciudadanía), incluidos los nacimientos en bases militares en territorio extranjero.
Los gobiernos federales y estatales han cooperado tradicionalmente en cierta medida para mejorar las estadísticas vitales. Desde 1900 hasta 1946, la Oficina del Censo de EE. UU. Diseñó certificados de nacimiento estándar, recopiló estadísticas vitales a nivel nacional y, en general, buscó mejorar la precisión de las estadísticas vitales. En 1946 esa responsabilidad fue transferida al Servicio de Salud Pública de los Estados Unidos. A diferencia del sistema británico de registrar todos los nacimientos en "registros", los estados archivan un documento individual para cada nacimiento.
El Centro Nacional de Estadísticas de Salud de EE. UU. Crea formularios estándar que los estados individuales recomiendan para su uso para documentar los nacimientos. Sin embargo, los estados son libres de crear sus propias formas. Como resultado, ni la apariencia ni el contenido de información de los formularios de certificado de nacimiento son uniformes en todos los estados. Estos formularios son completados por el asistente al nacer o por un administrador del hospital, que luego se envían a un registrador local o estatal, que almacena el registro y emite copias certificadas cuando se solicitan.

### Los tipos de fotocopias compulsadas emitieron
Según el Departamento de Salud y Servicios Humanos, Oficina del Inspector General, a partir de 2000 había más de 6,000 entidades que emitían certificados de nacimiento. El informe del inspector general indica que, según el personal del Laboratorio de Documentos Forenses del Servicio de Inmigración y Naturalización, el número de versiones legítimas de certificados de nacimiento en uso superó los 14,000.

#### Aceptación de formas cortas
En el caso de solicitar un pasaporte estadounidense, no todos los certificados de nacimiento legítimos emitidos por el gobierno son aceptables:
Un certificado de nacimiento certificado tiene un sello en relieve, grabado, estampado o multicolor de un registrador, la firma del registrador y la fecha en que se archivó en la oficina del registrador, que debe ser dentro de 1 año de su nacimiento.  Tenga en cuenta que es posible que algunas versiones cortas (abstractas) de los certificados de nacimiento no sean aceptables para los pasaportes.A partir del 1 de abril de 2011, todos los certificados de nacimiento también deben incluir el nombre completo de los padres del solicitante.
El Departamento de Estado de EE. UU. Ha prestado mucha atención a los certificados abstractos de Texas y California. Ha habido informes de una alta incidencia de fraude en el registro de matronas en la región fronteriza entre Texas y México. y el formulario de certificado abstracto de Texas no incluye el nombre ni la ocupación del asistente. El Resumen de nacimiento de California no incluía un sello en relieve, ya no se consideraba un documento seguro y no se había emitido en California desde 2001.

#### Otras formas
La mayoría de los hospitales en los Estados Unidos emiten un certificado de nacimiento de recuerdo que puede incluir las huellas del recién nacido. Sin embargo, estos certificados de nacimiento no son aceptados legalmente como prueba de edad o ciudadanía, y con frecuencia son rechazados por la Oficina de Asuntos Consulares durante las solicitudes de pasaporte . Muchos estadounidenses creen que los registros de recuerdo son sus certificados de nacimiento oficiales cuando en realidad tienen poco valor legal.

#### Certificados de nacimiento en casos de adopciones
En los Estados Unidos, cuando se finaliza una adopción, el gobierno sella el certificado de nacimiento original y emitirá un certificado de nacimiento de reemplazo que sustituye el nombre de nacimiento del individuo con el nombre seleccionado por los padres adoptivos y que reemplaza a los padres biológicos con el nombre de los padres adoptivos. En esos casos, a los individuos adoptados no se les otorga acceso a su propio certificado de nacimiento original si lo solicitan. Las leyes varían según el estado donde se registró originalmente el nacimiento y se finalizó la adopción. Algunos estados permiten que las personas adoptadas accedan sin restricciones a su propio certificado de nacimiento original, mientras que en otros, el certificado está disponible solo si los padres biológicos han dado su permiso o el tribunal de la jurisdicción ha otorgado una petición. Otras jurisdicciones no permiten que las personas adoptadas accedan a su propio certificado de nacimiento original bajo ninguna circunstancia. 